# Leonard Marchlewski
Leonard Marchlewski (ur. 11 sierpnia 1866 w Chrośle, zm. 21 czerwca 1940 w KL Sachsenhausen) – polski prezbiter katolicki, ofiara niemieckiego terroru w okresie II wojny światowej, Sługa Boży Kościoła katolickiego, męczennik.

## Życiorys
Był kapłanem diecezji chełmińskiej. Realizował powierzone obowiązki przez posługę jako proboszcz w Grzybnie, dziekan dekanatu chełmżyńskiego, proboszcz parafii św. Jakuba Apostoła w Białutach, dziekan pomezański, a także wikariusz parafii: Topólno, Grabowo, Gniew, Pieniążkowo, Błędowo, Biskupice, Wąbrzeźno, Tczew, Lubawa, Drzycim, Świecie, Puck.
W czasie okupacji niemieckiej ziem polskich aresztowany 26 października 1939 roku i internowany w Klasztorze w Chełmie. W marcu 1940 roku przewieziono go do obozu Konzentrationslager Stutthof w Szutowie skąd 10 kwietnia przetransportowany został do niemieckiego obozu koncentracyjnego Sachsenhausen (zarejestrowany „jako numer 21073”) i tam 21 czerwca 1940 roku zamordowany.
Jest jednym z 122 Sług Bożych wobec których 17 września 2003 rozpoczął się proces beatyfikacyjny drugiej grupy polskich męczenników z okresu II wojny światowej.
Jego nazwisko znalazło się na tablicy pamiątkowej w kościele św. Jakuba Apostoła w Białutach.